# Thomas Pormort
Pour les articles homonymes, voir Pormort.
Thomas Pormort (alias Whitgift, Price, Meres) né en 1560 à Great Grimsby dans le Lincolnshire et mort exécuté à Londres dans la cour de la cathédrale Saint Paul le 20 février 1592, est un prêtre catholique anglais arrêté et exécuté sous le règne d'Elizabeth Ire. 

## Biographie
Issu d'une famille de notables passée à l'anglicanisme - son parrain de baptême est l'archevêque Whitgift - il reçoit une excellente éducation à l'université de Cambridge. Dans des circonstances inconnues, il se convertit au catholicisme et désire se faire prêtre. Pour cette raison il se rend secrètement sur le continent et rejoint le collège anglais de Reims en 1581 pour une année avant de prolonger ses études à Rome qu'il achève en 1587. Ordonné prêtre il se me met un temps au service d'Owen Lewis, un gallois évêque de Cassano. On le retrouve ensuite préfet d'études au collège suisse de Milan. Comme nombre de convertis anglais son désir est de retourner chez lui et de se mettre au service de l'Église catholique anglaise devenue une Église souterraine. Sous le nom de Witgift il se présente aux autorités comme aide-servant du chevalier anglais Geoffrey Pole lui aussi catholique lorsqu'il rejoint Londres depuis les Pays-Bas espagnols. Après avoir échappé à une première capture, très vite néanmoins, il est arrêté. Emprisonné dans la prison de Bridewell Palace à partir de juillet 1591 il est torturé par Richard Topcliffe. Finalement il est condamné pour avoir convaincu un homme du nom de John Burrows de se faire catholique. Il est condamné à mort pour haute trahison. Déclinant l'offre de son parrain qui cherche à lui sauver la vie à la condition de se faire anglican il est supplicié. Il subit le supplice réservé aux traîtres à savoir pendaison, éviscération et écartèlement.

## Vénération
Déclaré bienheureux par Jean-Paul II en 1987 il est l'un des Quatre-vingt-cinq martyrs d'Angleterre et de Galles béatifié par ce dernier. Figurant aussi dans la liste des dits martyrs de Douai il est fêté le 21 février.

## Source
- (en) Cet article est partiellement ou en totalité issu de l’article de Wikipédia en anglais intitulé « Thomas Pormort » (voir la liste des auteurs).